# Глазков, Николай Семёнович
Никола́й Семёнович Глазко́в (род. 11 марта 1947, Московская область) — советский рабочий, передовик производства. Мастер-бригадир резчиков по дереву Московского завода художественных часов. Народный депутат СССР. Заслуженный работник промышленности СССР (1990).

## Биография
Родился 11 марта 1947 года в Московской области.
Получил среднее образование. Работал мастером, а затем мастером-бригадиром резчиков по дереву Московского завода художественных часов. Вступил в КПСС.
Народный депутат СССР от Первомайского территориального избирательного округа № 18 города Москвы, член Комиссии Совета Союза по вопросам труда, цен и социальной политики (1989—1991). Член Верховного Совета СССР (1989—1991). Член Комиссии Президиума Верховного Совета СССР по вопросам помилования (1989—1990). Председатель Комиссии по вопросам помилования при Президенте СССР (1990—1991).
В настоящее время — на пенсии. Живёт в Москве.

## Награды
- Заслуженный работник промышленности СССР (17.01.1990, знак № 11) — за большие успехи в повышении производительности труда, улучшении качества продукции и высокое профессиональное мастерство.